# Oussama Tebbi
Pour les articles homonymes, voir Tebbi.
Oussama Tebbi (en arabe : أسامة تبي) est un footballeur algérien né le 23 septembre 1991 à Alger. Il évolue au poste d'allier droit au RC Kouba

## Biographie
Oussama Tebbi évolue en première division algérienne avec les clubs du RC Relizane, du MC Alger, de l'ES Sétif et de l'AS Aïn M'lila.
En 2018, il participe à la Ligue des champions d'Afrique avec le club du MCA. Il joue trois matchs dans cette compétition.
En juillet 2019, il s'engage gratuitement avec le club de l'ES Sétif.